# Short Track World Tour 2024/2025
Ten artykuł dotyczy trwającego lub niedawnego wydarzenia sportowego. Informacje w nim zamieszczone mogą się zmienić lub zdezaktualizować wraz z postępem zdarzenia. Początkowe doniesienia, wyniki lub statystyki mogą być niepewne. Ostatnie aktualizacje do tego artykułu mogą nie odzwierciedlać najbardziej aktualnych informacji.
ISU Short Track World Tour 2024/2025 to 1. edycja zawodów w tej dyscyplinie. Zainaugurowany przez ISU cykl był kontynuacją rozgrywanego do sezonu 2023/2024 Pucharu Świata. Rywalizacja rozpoczęła się 25 października 2024 r. w kanadyjskim Montrealu, a zakończyła 16 lutego 2024 r. we włoskim Mediolanie.
Najważniejszym wydarzeniem sezonu będą mistrzostwa świata w Pekinie, których wyniki nie zostaną uwzględnione w rankingach.

## Kalendarz zawodów

### Kobiety
| Lp.   | Data                 | Miejscowość             | Konkurencja                              | 1. miejsce                                                                        | 2. miejsce                                                                   | 3. miejsce                                                                                   |
| ----- | -------------------- | ----------------------- | ---------------------------------------- | --------------------------------------------------------------------------------- | ---------------------------------------------------------------------------- | -------------------------------------------------------------------------------------------- |
| 1. WT | 26 października 2024 | Montreal                | 1000 m                                   | Xandra Velzeboer                                                                  | Kristen Santos-Griswold                                                      | Corinne Stoddard                                                                             |
| 1. WT | 26 października 2024 | Montreal                | Sztafeta 3000 m                          | Włochy Chiara Betti · Elisa Confortola · Gloria Ioriatti · Arianna Sighel         | Korea Południowa Choi Min-jeong · Kim Geon-hee · Kim Gil-li · Shim Suk-hee   | Holandia Angel Daleman · Diede van Oorschot · Michelle Velzeboer · Xandra Velzeboer          |
| 1. WT | 27 października 2024 | Montreal                | 1500 m                                   | Kim Gil-li                                                                        | Hanne Desmet                                                                 | Choi Min-jeong                                                                               |
| 1. WT | 27 października 2024 | Montreal                | 500 m                                    | Xandra Velzeboer                                                                  | Kristen Santos-Griswold                                                      | Hanne Desmet                                                                                 |
| 2. WT | 2 listopada 2024     | Salt Lake City Montreal | 1000 m                                   | Choi Min-jeong                                                                    | Xandra Velzeboer                                                             | Corinne Stoddard                                                                             |
| 2. WT | 2 listopada 2024     | Salt Lake City Montreal | Sztafeta 3000 m                          | Kanada Danaé Blais · Kim Boutin · Florence Brunelle · Rikki Doak                  | Włochy Elisa Confortola · Arianna Fontana · Gloria Ioriatti · Arianna Sighel | Chiny Gong Li · Wang Xinran · Wang Ye · Zhang Chutong                                        |
| 2. WT | 3 listopada 2024     | Salt Lake City Montreal | 1500 m                                   | Hanne Desmet                                                                      | Kim Gil-li                                                                   | Corinne Stoddard                                                                             |
| 2. WT | 3 listopada 2024     | Salt Lake City Montreal | 500 m                                    | Xandra Velzeboer                                                                  | Choi Min-jeong                                                               | Kim Gil-li                                                                                   |
|       | 8–9 listopada 2024   | Salt Lake City          | 4. Mistrzostwa Czterech Kontynentów 2025 | 4. Mistrzostwa Czterech Kontynentów 2025                                          | 4. Mistrzostwa Czterech Kontynentów 2025                                     | 4. Mistrzostwa Czterech Kontynentów 2025                                                     |
| 3. WT | 7 grudnia 2024       | Pekin                   | 1000 m                                   | Danaé Blais                                                                       | Xandra Velzeboer                                                             | Corinne Stoddard Choi Min-jeong                                                              |
| 3. WT | 7 grudnia 2024       | Pekin                   | Sztafeta 3000 m                          | Kanada Danaé Blais · Kim Boutin · Florence Brunelle · Courtney Sarault            | Korea Południowa Choi Min-jeong · Kim Gil-li · Noh Do-hee · Shim Suk-hee     | Kazachstan Alina Ażgalijewa · Jana Chan · Olga Tichonowa · Malika Jermek                     |
| 3. WT | 8 grudnia 2024       | Pekin                   | 1500 m                                   | Corinne Stoddard                                                                  | Kristen Santos-Griswold                                                      | Kim Gil-li                                                                                   |
| 3. WT | 8 grudnia 2024       | Pekin                   | 500 m                                    | Xandra Velzeboer                                                                  | Florence Brunelle                                                            | Rikki Doak                                                                                   |
| 4. WT | 14 grudnia 2024      | Seul                    | 1000 m                                   | Kim Gil-li                                                                        | Danaé Blais                                                                  | Choi Min-jeong                                                                               |
| 4. WT | 14 grudnia 2024      | Seul                    | Sztafeta 3000 m                          | Kanada Danaé Blais · Kim Boutin · Florence Brunelle · Courtney Sarault            | Włochy Elisa Confortola · Arianna Fontana · Gloria Ioriatti · Arianna Sighel | Korea Południowa Choi Min-jeong · Kim Gil-li · Noh Do-hee · Shim Suk-hee                     |
| 4. WT | 15 grudnia 2024      | Seul                    | 1500 m                                   | Kristen Santos-Griswold                                                           | Hanne Desmet                                                                 | Corinne Stoddard                                                                             |
| 4. WT | 15 grudnia 2024      | Seul                    | 500 m                                    | Kristen Santos-Griswold                                                           | Florence Brunelle                                                            | Hanne Desmet                                                                                 |
|       | 17–19 stycznia 2025  | Drezno                  | 28. Mistrzostwa Europy 2025              | 28. Mistrzostwa Europy 2025                                                       | 28. Mistrzostwa Europy 2025                                                  | 28. Mistrzostwa Europy 2025                                                                  |
| 5. WT | 8 lutego 2025        | Tilburg                 | 1000 m                                   | Hanne Desmet                                                                      | Corinne Stoddard                                                             | Xandra Velzeboer                                                                             |
| 5. WT | 8 lutego 2025        | Tilburg                 | Sztafeta 3000 m                          | Holandia Zoë Deltrap · Diede van Oorschot · Michelle Velzeboer · Xandra Velzeboer | Włochy Elisa Confortola · Arianna Fontana · Gloria Ioriatti · Arianna Sighel | Stany Zjednoczone Julie Letai · Kristen Santos-Griswold · Louisiana Stahl · Corinne Stoddard |
| 5. WT | 9 lutego 2025        | Tilburg                 | 1500 m                                   | Courtney Sarault                                                                  | Elisa Confortola                                                             | Corinne Stoddard                                                                             |
| 5. WT | 9 lutego 2025        | Tilburg                 | 500 m                                    | Florence Brunelle                                                                 | Michelle Velzeboer                                                           | Kristen Santos-Griswold                                                                      |
| 6. WT | 15 lutego 2025       | Mediolan                | 1000 m                                   | Kristen Santos-Griswold                                                           | Corinne Stoddard                                                             | Elisa Confortola                                                                             |
| 6. WT | 15 lutego 2025       | Mediolan                | Sztafeta 3000 m                          | Holandia Zoë Deltrap · Diede van Oorschot · Michelle Velzeboer · Xandra Velzeboer | Włochy Elisa Confortola · Arianna Fontana · Gloria Ioriatti · Arianna Sighel | Chiny Fan Kexin · Wang Xinran · Zang Yize · Zhang Chutong                                    |
| 6. WT | 16 lutego 2025       | Mediolan                | 1500 m                                   | Hanne Desmet                                                                      | Kristen Santos-Griswold                                                      | Arianna Fontana                                                                              |
| 6. WT | 16 lutego 2025       | Mediolan                | 500 m                                    | Kristen Santos-Griswold                                                           | Arianna Fontana                                                              | Xandra Velzeboer                                                                             |
|       | 14–16 marca 2025     | Pekin                   | 50. Mistrzostwa Świata 2025              | 50. Mistrzostwa Świata 2025                                                       | 50. Mistrzostwa Świata 2025                                                  | 50. Mistrzostwa Świata 2025                                                                  |

#### Klasyfikacje
| Lp. | Zawodniczka             | Punkty |
| --- | ----------------------- | ------ |
| 1.  | Kristen Santos-Griswold | 1120   |
| 2.  | Xandra Velzeboer        | 950    |
| 3.  | Corinne Stoddard        | 948    |
| 4.  | Hanne Desmet            | 918    |
| 5.  | Choi Min-jeong          | 760    |
| 6.  | Kim Gil-li              | 713    |
| 7.  | Danaé Blais             | 540    |
| 8.  | Florence Brunelle       | 518    |
| 9.  | Elisa Confortola        | 496    |
| 10. | Arianna Fontana         | 493    |

| Lp. | Reprezentacja     | Punkty |
| --- | ----------------- | ------ |
| 1.  | Włochy            | 420    |
| 1.  | Kanada            | 420    |
| 3.  | Holandia          | 366    |
| 4.  | Korea Południowa  | 340    |
| 5.  | Chiny             | 286    |
| 6.  | Polska            | 248    |
| 7.  | Kazachstan        | 222    |
| 8.  | Japonia           | 206    |
| 9.  | Węgry             | 178    |
| 10. | Stany Zjednoczone | 162    |

| Lp. | Zawodniczka             | Punkty |
| --- | ----------------------- | ------ |
| 1.  | Kristen Santos-Griswold | 410    |
| 2.  | Xandra Velzeboer        | 398    |
| 3.  | Florence Brunelle       | 360    |
| 4.  | Hanne Desmet            | 256    |
| 5.  | Michelle Velzeboer      | 242    |
| 6.  | Kim Boutin              | 218    |
| 7.  | Choi Min-jeong          | 208    |
| 8.  | Corinne Stoddard        | 194    |
| 9.  | Arianna Fontana         | 184    |
| 10. | Kim Gil-li              | 176    |

| Lp. | Zawodniczka             | Punkty |
| --- | ----------------------- | ------ |
| 1.  | Xandra Velzeboer        | 374    |
| 2.  | Corinne Stoddard        | 370    |
| 3.  | Danaé Blais             | 320    |
| 4.  | Choi Min-jeong          | 300    |
| 5.  | Kristen Santos-Griswold | 268    |
| 6.  | Kim Gil-li              | 227    |
| 7.  | Hanne Desmet            | 223    |
| 8.  | Elisa Confortola        | 190    |
| 9.  | Arianna Fontana         | 182    |
| 10. | Michelle Velzeboer      | 166    |

| Lp. | Zawodniczka             | Punkty |
| --- | ----------------------- | ------ |
| 1.  | Hanne Desmet            | 404    |
| 2.  | Kristen Santos-Griswold | 380    |
| 3.  | Corinne Stoddard        | 360    |
| 4.  | Kim Gil-li              | 310    |
| 5.  | Elisa Confortola        | 274    |
| 6.  | Choi Min-jeong          | 252    |
| 7.  | Courtney Sarault        | 184    |
| 8.  | Xandra Velzeboer        | 146    |
| 9.  | Arianna Fontana         | 127    |
| 10. | Petra Jászapáti         | 122    |
| 10. | Gong Li                 | 122    |

### Mężczyźni
| Lp    | Data                 | Miejscowość             | Konkurencja                              | 1. miejsce                                                                      | 2. miejsce                                                                     | 3. miejsce                                                                          |
| ----- | -------------------- | ----------------------- | ---------------------------------------- | ------------------------------------------------------------------------------- | ------------------------------------------------------------------------------ | ----------------------------------------------------------------------------------- |
| 1. WT | 26 października 2024 | Montreal                | 1500 m                                   | William Dandjinou                                                               | Park Ji-won                                                                    | Steven Dubois                                                                       |
| 1. WT | 26 października 2024 | Montreal                | 500 m                                    | William Dandjinou                                                               | Steven Dubois                                                                  | Lin Xiaojun                                                                         |
| 1. WT | 27 października 2024 | Montreal                | 1000 m                                   | Jens van ’t Wout                                                                | Roberts Krūzbergs                                                              | Michał Niewiński                                                                    |
| 1. WT | 27 października 2024 | Montreal                | Sztafeta 5000 m                          | Kanada William Dandjinou · Steven Dubois · Jordan Pierre-Gilles · Félix Roussel | Chiny Lin Xiaojun · Liu Shaoang · Liu Shaolin · Sun Long                       | Holandia Sjinkie Knegt · Daan Kos · Sven Roes · Jens van ’t Wout                    |
| 2. WT | 2 listopada 2024     | Salt Lake City Montreal | 1500 m                                   | William Dandjinou                                                               | Roberts Krūzbergs                                                              | Pietro Sighel                                                                       |
| 2. WT | 2 listopada 2024     | Salt Lake City Montreal | 500 m                                    | Steven Dubois                                                                   | William Dandjinou                                                              | Pietro Sighel                                                                       |
| 2. WT | 3 listopada 2024     | Salt Lake City Montreal | 1000 m                                   | William Dandjinou                                                               | Jang Sung-woo                                                                  | Jordan Pierre-Gilles                                                                |
| 2. WT | 3 listopada 2024     | Salt Lake City Montreal | Sztafeta 5000 m                          | Kanada William Dandjinou · Steven Dubois · Jordan Pierre-Gilles · Félix Roussel | Korea Południowa Jang Sung-woo · Kim Tae-sung · Park Jang-hyuk · Park Ji-won   | Włochy Mattia Antonioli · Thomas Nadalini · Pietro Sighel · Luca Spechenhauser      |
|       | 8–9 listopada 2024   | Salt Lake City          | 4. Mistrzostwa Czterech Kontynentów 2025 | 4. Mistrzostwa Czterech Kontynentów 2025                                        | 4. Mistrzostwa Czterech Kontynentów 2025                                       | 4. Mistrzostwa Czterech Kontynentów 2025                                            |
| 3. WT | 7 grudnia 2024       | Pekin                   | 1500 m                                   | Park Ji-won                                                                     | William Dandjinou                                                              | Sun Long                                                                            |
| 3. WT | 7 grudnia 2024       | Pekin                   | 500 m                                    | Sun Long                                                                        | Steven Dubois                                                                  | Liu Shaoang                                                                         |
| 3. WT | 8 grudnia 2024       | Pekin                   | 1000 m                                   | Félix Roussel                                                                   | Michał Niewiński                                                               | Niall Treacy                                                                        |
| 3. WT | 8 grudnia 2024       | Pekin                   | Sztafeta 5000 m                          | Chiny Li Wenlong · Liu Shaoang · Liu Shaolin · Sun Long                         | Korea Południowa Jang Sung-woo · Kim Tae-sung · Park Jang-hyuk · Park Ji-won   | Holandia Teun Boer · Itzhak de Laat · Daan Kos · Jens van ’t Wout                   |
| 4. WT | 14 grudnia 2024      | Seul                    | 1500 m                                   | William Dandjinou                                                               | Park Ji-won                                                                    | Jens van ’t Wout                                                                    |
| 4. WT | 14 grudnia 2024      | Seul                    | 500 m                                    | Steven Dubois                                                                   | Jordan Pierre-Gilles                                                           | Roberts Krūzbergs                                                                   |
| 4. WT | 15 grudnia 2024      | Seul                    | 1000 m                                   | William Dandjinou                                                               | Jens van ’t Wout                                                               | Jang Sung-woo                                                                       |
| 4. WT | 15 grudnia 2024      | Seul                    | Sztafeta 5000 m                          | Chiny Li Wenlong · Liu Shaoang · Liu Shaolin · Sun Long                         | Japonia Kosei Hayashi · Dan Iwasa · Shogo Miyata · Keita Watanabe              | Korea Południowa Jang Sung-woo · Kim Tae-sung · Park Jang-hyuk · Park Ji-won        |
|       | 17–19 stycznia 2025  | Drezno                  | 28. Mistrzostwa Europy 2025              | 28. Mistrzostwa Europy 2025                                                     | 28. Mistrzostwa Europy 2025                                                    | 28. Mistrzostwa Europy 2025                                                         |
| 5. WT | 8 lutego 2025        | Tilburg                 | 1500 m                                   | William Dandjinou                                                               | Jens van ’t Wout                                                               | Pietro Sighel                                                                       |
| 5. WT | 8 lutego 2025        | Tilburg                 | 500 m                                    | Steven Dubois                                                                   | Jordan Pierre-Gilles                                                           | Jens van ’t Wout                                                                    |
| 5. WT | 9 lutego 2025        | Tilburg                 | 1000 m                                   | Jens van ’t Wout                                                                | Roberts Krūzbergs                                                              | Daan Kos                                                                            |
| 5. WT | 9 lutego 2025        | Tilburg                 | Sztafeta 5000 m                          | Holandia Teun Boer · Sjinkie Knegt · Daan Kos · Jens van ’t Wout                | Belgia Stijn Desmet · Ward Pétré · Enzo Proost · Warre Van Damme               | Włochy Thomas Nadalini · Lorenzo Previtali · Pietro Sighel · Luca Spechenhauser     |
| 6. WT | 15 lutego 2025       | Mediolan                | 1500 m                                   | Jens van ’t Wout                                                                | Kosei Hayashi                                                                  | Jang Sung-woo                                                                       |
| 6. WT | 15 lutego 2025       | Mediolan                | 500 m                                    | Sun Long                                                                        | Teun Boer                                                                      | Pietro Sighel                                                                       |
| 6. WT | 16 lutego 2025       | Mediolan                | 1000 m                                   | William Dandjinou                                                               | Pietro Sighel                                                                  | Jang Sung-woo                                                                       |
| 6. WT | 16 lutego 2025       | Mediolan                | Sztafeta 5000 m                          | Włochy Mattia Antonioli · Thomas Nadalini · Pietro Sighel · Luca Spechenhauser  | Kanada William Dandjinou · Maxime Laoun · Jordan Pierre-Gilles · Félix Roussel | Kazachstan Adil Galiachmietow · Gleb Iwczenko · Dienis Nikisza · Mersaid Żaksybajew |
|       | 14–16 marca 2025     | Pekin                   | 50. Mistrzostwa Świata 2025              | 50. Mistrzostwa Świata 2025                                                     | 50. Mistrzostwa Świata 2025                                                    | 50. Mistrzostwa Świata 2025                                                         |

#### Klasyfikacje
| Lp. | Zawodnik             | Punkty |
| --- | -------------------- | ------ |
| 1.  | William Dandjinou    | 1184   |
| 2.  | Jens van ’t Wout     | 950    |
| 3.  | Pietro Sighel        | 764    |
| 4.  | Steven Dubois        | 740    |
| 5.  | Shogo Miyata         | 614    |
| 6.  | Park Ji-won          | 606    |
| 7.  | Roberts Krūzbergs    | 595    |
| 8.  | Jang Sung-woo        | 512    |
| 9.  | Sun Long             | 472    |
| 10. | Jordan Pierre-Gilles | 434    |

| Lp. | Reprezentacja     | Punkty |
| --- | ----------------- | ------ |
| 1.  | Kanada            | 400    |
| 2.  | Chiny             | 390    |
| 3.  | Włochy            | 360    |
| 4.  | Holandia          | 336    |
| 5.  | Korea Południowa  | 304    |
| 6.  | Japonia           | 264    |
| 7.  | Kazachstan        | 234    |
| 8.  | Belgia            | 220    |
| 9.  | Stany Zjednoczone | 172    |
| 10. | Wielka Brytania   | 168    |

| Lp. | Zawodnik             | Punkty |
| --- | -------------------- | ------ |
| 1.  | Steven Dubois        | 460    |
| 2.  | William Dandjinou    | 312    |
| 3.  | Pietro Sighel        | 268    |
| 3.  | Jens van ’t Wout     | 268    |
| 3.  | Jordan Pierre-Gilles | 268    |
| 6.  | Shogo Miyata         | 244    |
| 7.  | Sun Long             | 200    |
| 8.  | Liu Shaoang          | 186    |
| 9.  | Teun Boer            | 162    |
| 10. | Brandon Kim          | 148    |

| Lp. | Zawodnik             | Punkty |
| --- | -------------------- | ------ |
| 1.  | William Dandjinou    | 380    |
| 2.  | Jens van ’t Wout     | 360    |
| 3.  | Roberts Krūzbergs    | 294    |
| 4.  | Jang Sung-woo        | 248    |
| 5.  | Félix Roussel        | 246    |
| 6.  | Pietro Sighel        | 240    |
| 7.  | Sun Long             | 192    |
| 8.  | Michał Niewiński     | 179    |
| 9.  | Park Ji-won          | 162    |
| 10. | Jordan Pierre-Gilles | 156    |

| Lp. | Zawodnik          | Punkty |
| --- | ----------------- | ------ |
| 1.  | William Dandjinou | 480    |
| 2.  | Park Ji-won       | 320    |
| 3.  | Jens van ’t Wout  | 314    |
| 4.  | Pietro Sighel     | 256    |
| 5.  | Jang Sung-woo     | 254    |
| 6.  | Shogo Miyata      | 200    |
| 7.  | Thomas Nadalini   | 156    |
| 8.  | Steven Dubois     | 152    |
| 9.  | Roberts Krūzbergs | 145    |
| 10. | Brendan Corey     | 135    |

### Konkurencje mieszane
| Lp.   | Data                 | Miejscowość             | Konkurencja                              | 1. miejsce                                                                        | 2. miejsce                                                                        | 3. miejsce                                                                                |
| ----- | -------------------- | ----------------------- | ---------------------------------------- | --------------------------------------------------------------------------------- | --------------------------------------------------------------------------------- | ----------------------------------------------------------------------------------------- |
| 1. WT | 27 października 2024 | Montreal                | Sztafeta mieszana 2000 m                 | Holandia Sjinkie Knegt · Jens van ’t Wout · Michelle Velzeboer · Xandra Velzeboer | Korea Południowa Choi Min-jeong · Kim Gil-li · Kim Gun-woo · Kim Tae-sung         | Kanada Kim Boutin · Florence Brunelle · Steven Dubois · Félix Roussel                     |
| 2. WT | 3 listopada 2024     | Salt Lake City Montreal | Sztafeta mieszana 2000 m                 | Kanada Kim Boutin · Florence Brunelle · Steven Dubois · Félix Roussel             | Holandia Sjinkie Knegt · Jens van ’t Wout · Michelle Velzeboer · Xandra Velzeboer | Japonia Rika Kanai · Shogo Miyata · Mirei Nakashima · Hiroki Yokoyama                     |
|       | 8–9 listopada 2024   | Salt Lake City          | 4. Mistrzostwa Czterech Kontynentów 2025 | 4. Mistrzostwa Czterech Kontynentów 2025                                          | 4. Mistrzostwa Czterech Kontynentów 2025                                          | 4. Mistrzostwa Czterech Kontynentów 2025                                                  |
| 3. WT | 8 grudnia 2024       | Pekin                   | Sztafeta mieszana 2000 m                 | Chiny Fan Kexin · Gong Li · Liu Shaoang · Sun Long                                | Korea Południowa Jang Sung-woo · Kim Gil-li · Lee So-yeon · Park Ji-won           | Stany Zjednoczone Andrew Heo · Marcus Howard · Kristen Santos-Griswold · Corinne Stoddard |
| 4. WT | 15 grudnia 2024      | Seul                    | Sztafeta mieszana 2000 m                 | Korea Południowa Choi Min-jeong · Kim Gil-li · Kim Tae-sung · Park Ji-won         | Chiny Fan Kexin · Gong Li · Liu Shaoang · Sun Long                                | Kanada Kim Boutin · Florence Brunelle · William Dandjinou · Steven Dubois                 |
|       | 17–19 stycznia 2025  | Drezno                  | 28. Mistrzostwa Europy 2025              | 28. Mistrzostwa Europy 2025                                                       | 28. Mistrzostwa Europy 2025                                                       | 28. Mistrzostwa Europy 2025                                                               |
| 5. WT | 9 lutego 2025        | Tilburg                 | Sztafeta mieszana 2000 m                 | Holandia Teun Boer · Jens van ’t Wout · Michelle Velzeboer · Xandra Velzeboer     | Włochy Gloria Ioriatti · Thomas Nadalini · Arianna Sighel · Pietro Sighel         | Stany Zjednoczone Andrew Heo · Kristen Santos-Griswold · Sean Shuai · Corinne Stoddard    |
| 6. WT | 16 lutego 2025       | Mediolan                | Sztafeta mieszana 2000 m                 | Holandia Teun Boer · Jens van ’t Wout · Michelle Velzeboer · Xandra Velzeboer     | Kanada Danaé Blais · Florence Brunelle · Jordan Pierre-Gilles · Félix Roussel     | Japonia Kosei Hayashi · Rika Kanai · Katsunori Koike · Mirei Nakashima                    |
|       | 14–16 marca 2025     | Pekin                   | 50. Mistrzostwa Świata 2025              | 50. Mistrzostwa Świata 2025                                                       | 50. Mistrzostwa Świata 2025                                                       | 50. Mistrzostwa Świata 2025                                                               |

#### Klasyfikacje
| Lp. | Reprezentacja     | Punkty |
| --- | ----------------- | ------ |
| 1.  | Holandia          | 440    |
| 2.  | Kanada            | 370    |
| 3.  | Korea Południowa  | 322    |
| 4.  | Chiny             | 304    |
| 5.  | Stany Zjednoczone | 276    |
| 6.  | Włochy            | 260    |
| 7.  | Polska            | 242    |
| 8.  | Japonia           | 236    |
| 9.  | Belgia            | 210    |
| 10. | Węgry             | 190    |

| Lp. | Reprezentacja     | Punkty |
| --- | ----------------- | ------ |
| 1.  | Kanada            | 8731   |
| 2.  | Holandia          | 6919   |
| 3.  | Włochy            | 6184   |
| 4.  | Korea Południowa  | 6015   |
| 5.  | Chiny             | 5135   |
| 6.  | Stany Zjednoczone | 4589   |
| 7.  | Japonia           | 3500   |
| 8.  | Polska            | 3187   |
| 9.  | Belgia            | 2668   |
| 10. | Kazachstan        | 2182   |

## Wyniki reprezentantów Polski

### Indywidualne
Kobiety
| Zawodniczka | Montreal1 | Montreal2 | Pekin | Seul  | Tilburg | Mediolan |        | Montreal1 | Montreal2 | Pekin  | Seul   | Tilburg | Mediolan |        | Montreal1 | Montreal2 | Pekin  | Seul   | Tilburg | Mediolan |
| Zawodniczka | 500 m     | 500 m     | 500 m | 500 m | 500 m   | 500 m    | 1000 m | 1000 m    | 1000 m    | 1000 m | 1000 m | 1000 m  | 1500 m   | 1500 m | 1500 m    | 1500 m    | 1500 m | 1500 m |         |          |
| Natalia Maliszewska | –         | –         | 18    | 22    | 6       | 13       | 22     | 22        | 28PEN     | –      | 12     | 36      | 14       | 23     | –         | –         | –      | –      |         |          |
| Nikola Mazur | 16        | 11        | 16    | 11    | –       | 18       | –      | –         | –         | 22     | –      | –       | –        | –      | –         | –         | 35     | –      |         |          |
| Hanna Sokołowska | –         | –         | –     | –     | –       | –        | –      | –         | –         | –      | –      | –       | –        | 40PEN  | 34        | 29        | –      | 48PEN  |         |          |
| Kamila Stormowska | 48        | 12        | 7     | 14    | 11      | 17       | 21PEN  | 18        | 16        | 19     | 15     | 14      | 7        | 42PEN  | 30PEN     | 12        | 21PEN  | 11     |         |          |
| Gabriela Topolska | 17        | 16        | –     | –     | 16      | –        | 24     | 29        | 23        | 31     | 16     | 24      | 40       | –      | 25        | 18        | 23     | 27     |         |          |
| 1. 2. 3. Finał A Finał B Półfinał Ćwierćfinał Repasaż półfinałowy Repasaż ćwierćfinałowy Eliminacje Preeliminacje · DNF – Zawodniczka nie ukończyła biegu DNS – Zawodniczka nie pojawiła się na starcie biegu PEN – Zawodniczka otrzymała karę – Zawodniczka otrzymała żółtą kartkę – Zawodniczka otrzymała czerwoną kartkę |           |           |       |       |         |          |        |           |           |        |        |         |          |        |           |           |        |        |         |          |

Mężczyźni
| Zawodnik | Montreal1 | Montreal2 | Pekin | Seul  | Tilburg | Mediolan |        | Montreal1 | Montreal2 | Pekin  | Seul   | Tilburg | Mediolan |        | Montreal1 | Montreal2 | Pekin  | Seul   | Tilburg | Mediolan |
| Zawodnik | 500 m     | 500 m     | 500 m | 500 m | 500 m   | 500 m    | 1000 m | 1000 m    | 1000 m    | 1000 m | 1000 m | 1000 m  | 1500 m   | 1500 m | 1500 m    | 1500 m    | 1500 m | 1500 m |         |          |
| Łukasz Kuczyński | 32        | 58PEN     | –     | 50    | 28      | 32       | –      | –         | –         | –      | 32     | –       | –        | –      | 50        | –         | –      | –      |         |          |
| Michał Niewiński | 12        | 5PEN      | 16    | 14    | 9       | 13       | 3      | 20PEN     | 2         | 52     | 62     | 11      | 73PEN    | 61PEN  | 18        | 4         | 18     | 13PEN  |         |          |
| Félix Pigeon | –         | –         | 36    | –     | –       | –        | 15     | 14        | 18        | 31     | –      | 35      | 33PEN    | 32PEN  | –         | 67PEN     | 57PEN  | 31     |         |          |
| Diané Sellier | 52        | 50        | 19    | 31    | 22      | 9        | 16     | 53PEN     | 30        | 19     | 30     | 59PEN   | 39       | –      | –         | –         | –      | 66     |         |          |
| Neithan Thomas | –         | –         | –     | –     | –       | –        | –      | –         | –         | –      | –      | –       | –        | 26     | 27        | 34        | 29     | –      |         |          |
| 1. 2. 3. Finał A Finał B Półfinał Ćwierćfinał Repasaż półfinałowy Repasaż ćwierćfinałowy Eliminacje Preeliminacje · DNF – Zawodnik nie ukończył biegu DNS – Zawodnik nie pojawił się na starcie biegu PEN – Zawodnik otrzymał karę – Zawodnik otrzymał żółtą kartkę – Zawodnik otrzymał czerwoną kartkę |           |           |       |       |         |          |        |           |           |        |        |         |          |        |           |           |        |        |         |          |

### Drużynowe
Kobiety / sztafety mieszane
| Zawodniczka | Montreal1 | Montreal2 | Pekin | Seul | Tilburg | Mediolan |     | Montreal1 | Montreal2 | Pekin | Seul | Tilburg | Mediolan |
| Zawodniczka | RL        | RL        | RL    | RL   | RL      | RL       | MR  | MR        | MR        | MR    | MR   | MR      |          |
| Polska | 7         | 8PEN      | 4PEN  | 6    | 4       | 6        | 7   | 10        | 4         | 5     | 4PEN | 9PEN    |          |
| Natalia Maliszewska | +         | +         | +     | +    | +       | +        | +   | +         | +         | –     | +    | +       |          |
| Nikola Mazur | +         | +         | +     | +    | +       | +        | (+) | –         | (+)       | +     | (+)  | (+)     |          |
| Kamila Stormowska | +         | +         | +     | +    | +       | +        | (+) | +         | +         | +     | +    | +       |          |
| Gabriela Topolska | +         | +         | +     | +    | +       | +        | +   | –         | –         | –     | (+)  | –       |          |
| 1. 2. 3. Finał A Finał B Półfinał Ćwierćfinał RL – sztafeta MR – sztafeta mieszana · DNF – Zawodniczki nie ukończyły biegu DNS – Zawodniczki nie pojawiły się na starcie biegu PEN – Zawodniczki otrzymały karę – Zawodniczki otrzymały żółtą kartkę – Zawodniczki otrzymały czerwoną kartkę |           |           |       |      |         |          |     |           |           |       |      |         |          |

Mężczyźni / sztafety mieszane
| Zawodnik | Montreal1 | Montreal2 | Pekin | Seul  | Tilburg | Mediolan |     | Montreal1 | Montreal2 | Pekin | Seul | Tilburg | Mediolan |
| Zawodnik | RL        | RL        | RL    | RL    | RL      | RL       | MR  | MR        | MR        | MR    | MR   | MR      |          |
| Polska | 16        | 9         | 6     | 15PEN | 11      | 6        | 7   | 10        | 4         | 5     | 4PEN | 9PEN    |          |
| Łukasz Kuczyński | +         | +         | +     | +     | +       | +        | (+) | +         | (+)       | –     | (+)  | (+)     |          |
| Michał Niewiński | +         | +         | +     | +     | +       | +        | (+) | +         | +         | +     | +    | +       |          |
| Félix Pigeon | +         | +         | +     | +     | –       | (+)      | +   | –         | +         | (+)   | –    | –       |          |
| Diané Sellier | +         | +         | +     | +     | +       | +        | +   | –         | (+)       | +     | +    | +       |          |
| Neithan Thomas | –         | –         | –     | –     | +       | +        | –   | –         | –         | –     | –    | –       |          |
| 1. 2. 3. Finał A Finał B Półfinał Ćwierćfinał RL – sztafeta MR – sztafeta mieszana · DNF – Zawodnicy nie ukończyli biegu DNS – Zawodnicy nie pojawili się na starcie biegu PEN – Zawodnicy otrzymali karę – Zawodnicy otrzymali żółtą kartkę – Zawodnicy otrzymali czerwoną kartkę |           |           |       |       |         |          |     |           |           |       |      |         |          |